# Літературне редагування
Літерату́рне редагува́ння – редагування, головною метою якого є аналіз, оцінка і виправлення мовностилістичної структури твору. Йдеться перед усім про вдосконалення мови й стилю оригіналу, уникнення граматичних, синтаксичних і стилістичних помилок.

## Історія розвитку
Розвиток газетно-журнального літературного редагування як свідомого процесу об'єктивно має два періоди — догазетно-журнальний і газетно-журнальний.
Догазетно-журнальний період у свою чергу включає етапи:
- етап авторського редагування (до XVI ст.); збігається з літописанням і виникненням рукописної книги, початком книго-друкування в Україні, зародженням полемічно-публіцистичного мовлення;
- етап формування редагування як окремого виду професійної діяльності, що існувала в структурі видавничо-друкарської справи, від зародження друкарства, наукових і літературних гуртків, шкіл, братств, де збиралися науковці, літератори, що займалися підготовкою рукописів до видання, зокрема полемічно-публіцистичної та риторичної літератури, аж до виникнення і становлення мануфактурного способу виготовлення книги (XVI—XVIII ст.).

Літературне редагування було невіддільне від видавничо-друкарської справи, яка виконувалася однією освіченою людиною, що була і друкарем, і коректором, і упорядником, і видавцем, і редактором, і перекладачем, і т. д. (у цей період виникла спеціальність коректора — типоблюстителя, «корыкгатора»).
Догазетно-журнальний період у розвитку літературного редагування є закономірним етапом виникнення редагування у ЗМК, оскільки засоби масової інформації й формувалися на основі розвиненої полемічно-публіцистичної та риторичної літератури і книгодрукування в Україні.
Газетно-журнальний період розвитку літературного редагування, починаючи з XIX ст. і до наших днів, пов'язаний із розвитком української журналістики. Газетно-журнальнє редагування формувалося на традиціях редакторської праці, що були закладені раніше, зокрема, в книговидавничій справі, а також під впливом письменницької діяльності.